# Philip James de Loutherbourg
Philip James de Loutherbourg, también conocido como Philippe-Jacques y Philipp Jakob y con el apelativo de the Younger (El Joven) (31 de octubre de 1740 - 11 de marzo de 1812) fue un artista inglés de origen francés.

## Biografía

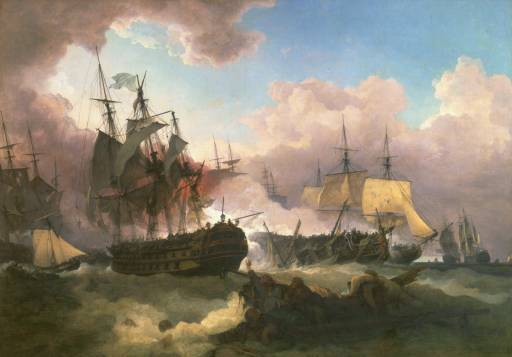
La Batalla de Camperdown (1799).

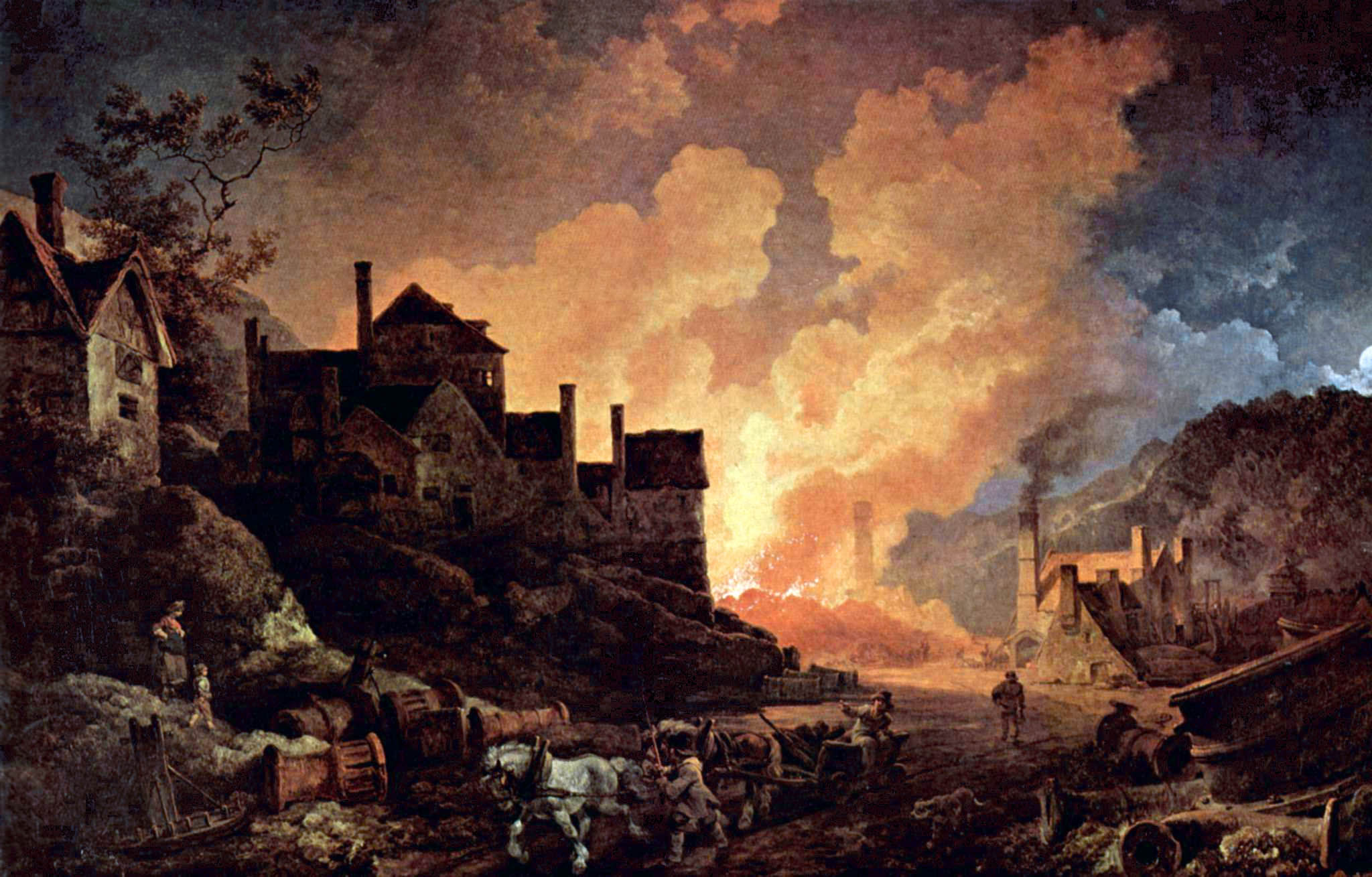
Coalbrookdale by Night (1801).

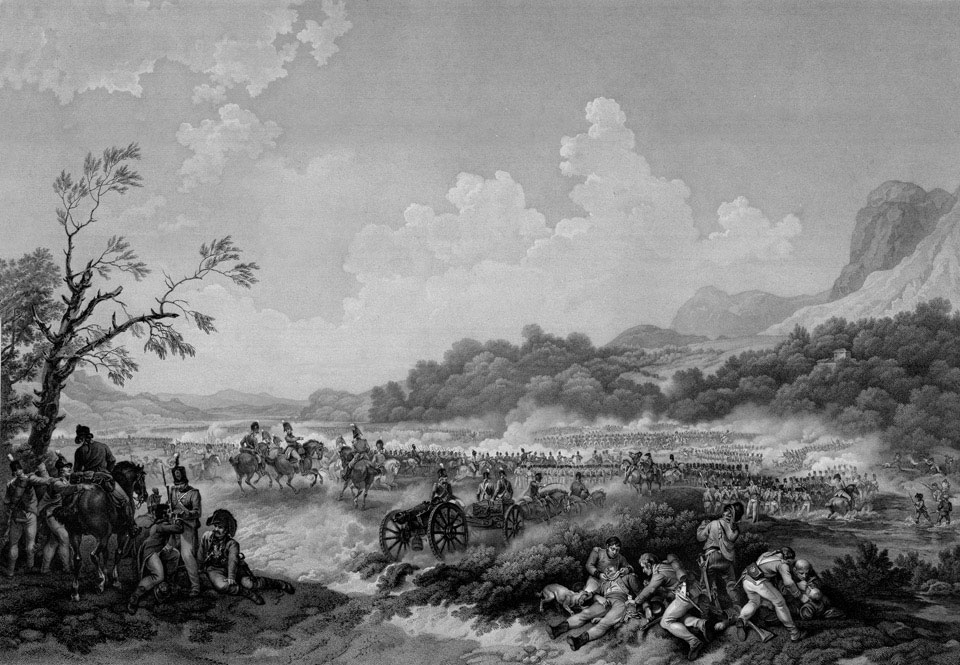
Batalla de Maida (1806).

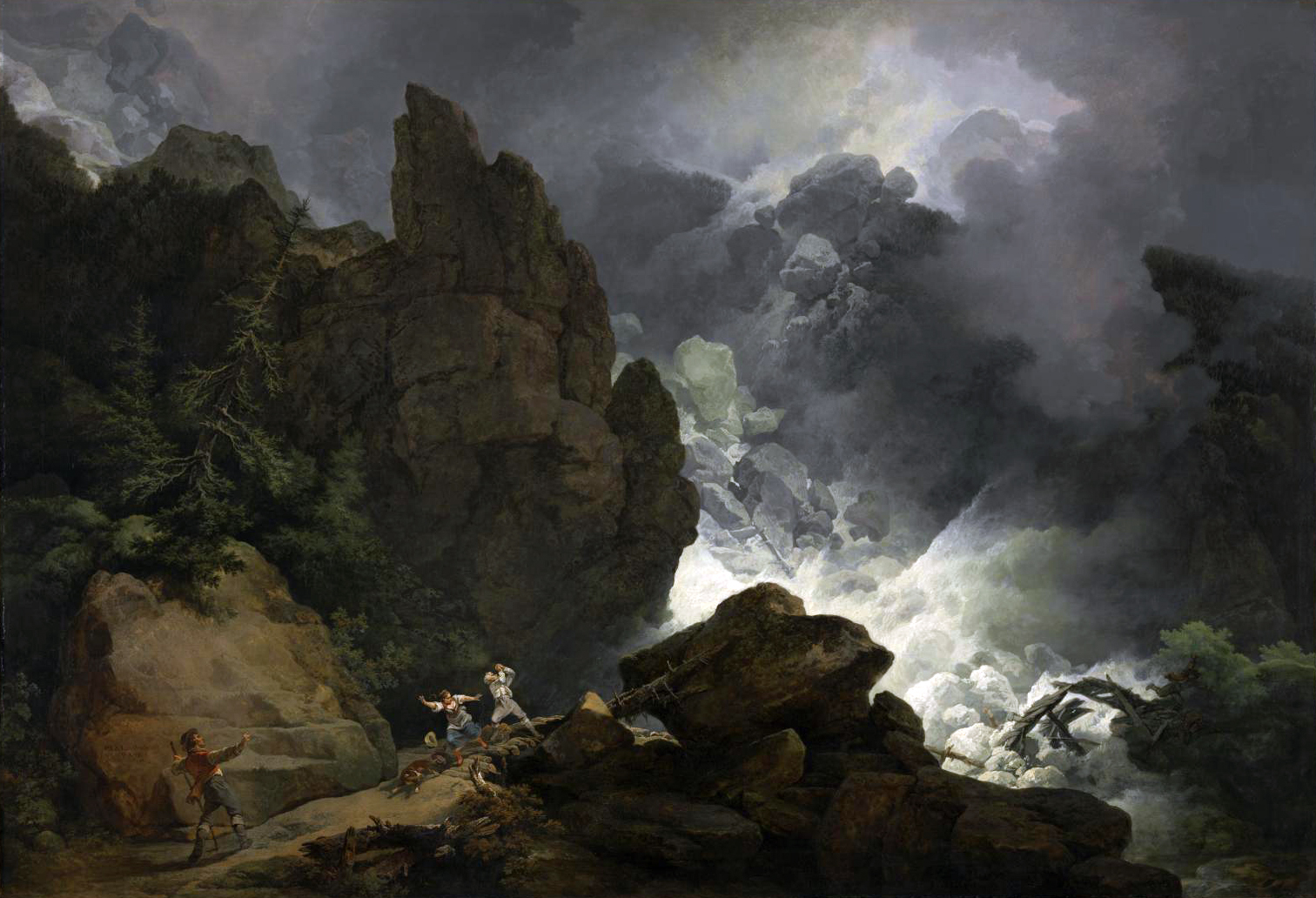
Avalancha en los Alpes (1803).

De Loutherbourg nació en Estrasburgo en 1740, donde su padre, el representante de una familia suiza, practicaba la pintura experta en miniatura; pero él pasó la mayor parte de su vida en Londres, donde se nacionalizó, y donde ejerció una influencia considerable sobre el panorama de la pintura inglesa, así como sobre los artistas de la generación siguiente. Cercano al ministerio Luterano, De Loutherbourg fue educado en la Universidad de Estrasburgo.
Sin embargo, era extranjero a su naturaleza, insistió en ser un pintor, estudiando entonces bajo la supervisión de Charles-André van Loo en París. El resultado fue un desarrollo inmediato y precoz de su talento, convirtiéndose en una figura destacada en la sociedad de moda de aquel entonces. En 1767, fue elegido para formar parte de la Academia francesa, a pesar de no tener aún la edad requerida por los estatutos de dicha institución Se destacó por los paisajes pintados, las tormentas de mar, y las batallas, todo lo cual tenía reconocimiento por parte de los especialistas que en aquel entonces trabajan en París. Su estreno lo hizo en una exposición de doce cuadros, incluyendo "Tormenta en la Puesta del sol", "Noche", y "Mañana después de la Lluvia".
Posteriormente, viajando por Suiza, Alemania e Italia, desarrolló su pintura buscando una distinción de la misma tanto según la técnica como por otras cualidades de la obra. En 1771 fue a Londres, donde fue requerido por David Garrick, quien le ofreció 500 libras por aplicar sus inventos en el mundo de la pintura para Drury Lane, y supervisar la pintura de escena, que hizo con éxito completo, también destacándose así en esta materia.
En 1781 fue aceptado como miembro de la Royal Academy además de recibir otras distinciones, poco después de lo cual le encontramos en una completamente nueva toma de posesión de su impulso mental. Se unió al Conde Alessandro di Cagliostro y viajó con esta persona extraordinaria que lo abandonó, sin embargo, antes de su condenación a muerte.
De Loutherbourg murió el 11 de marzo de 1812 a la edad de 71 años.